# ジョセフ・ピックフォード

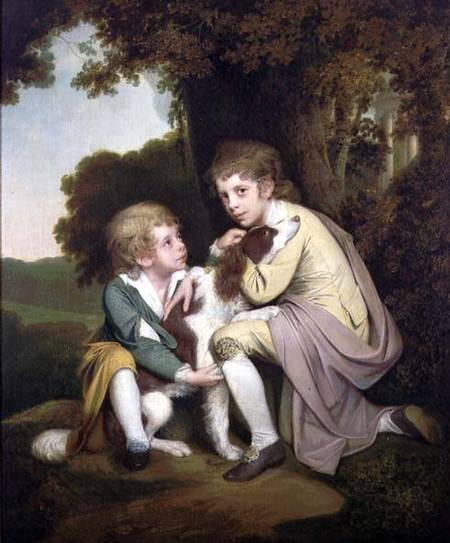
ジョセフ・ピックフォードの子供たち。（ジョセフ・ライト画）

ジョセフ・ピックフォード（英: Joseph Pickford、1734年 - 1782年）は、イングランドの建築家である。ジョージ3世の時代に地方で活動した著名な建築家の1人であった。

## 生涯
ピックフォードは1734年にウォリックシャーで生まれたが、父の死後、幼少のうちにロンドンへ移り住んだ。石工かつ彫刻家でハイド・パークに事務所を構えるおじのジョセフ・ピックフォードの下で最初の修行を積んだ。ピックフォードは約10年間おじと共に働き、まず石工として、次いで建築家として修行した。ピックフォードは一時、ロンドンとダービーの両方に事務所を構えた。彼は1760年頃ダービーに移り住み、フォアマーク・ホールを建てたウォリックの建築家デイヴィッド・ハイオンの代理人となった。そしてウェンマン・コークの筆頭代理人だったトーマス・ウィルキンスの娘メアリーと結婚した。コークが住むダービーシャーのロングフォード・ホールは1762年頃、ピックフォードによって改修されている。フライアー・ゲート41番地に彼が自分自身のために設計した家は、現在ピックフォードハウス博物館となり、グレード I のイギリス指定建造物となっている。2006年4月以降、建物は予約したグループのみが見学できるようになった。
ピックフォードはイングランドのミッドランド各州で広く仕事を手がけたが、町や田園の家をパラディオ式建築で設計することが多かった。彼の友人や顧客にはルナー・ソサエティの会員が多くいた。具体的には、陶器職人のジョサイア・ウェッジウッド、画家のジョセフ・ライト、発明家のマシュー・ボールトン、ジョン・ホワイトハーストが挙げられる。

## 主な建築物
- セント・ヘレンズ・ハウス（英語版） - ダービーシャー、ダービー、キング・ストリート。ジョン・ギズボーンのため1766年-1767年に建築。
- ハムズ・ホール - ウォリックシャー、コールズヒル。CB アダリーのため1768年に建築。現存せず。
- エトルリア・ホール（英語版） - スタッフォードシャー、ストーク・オン・トレント。ジョサイア・ウェッジウッドのため1768年-1770年に建築。現在ホテルの一部として残る。
- セント・メアリーズ教会 - ウェスト・ミッドランズ、バーミンガム。現存せず。

## 写真集

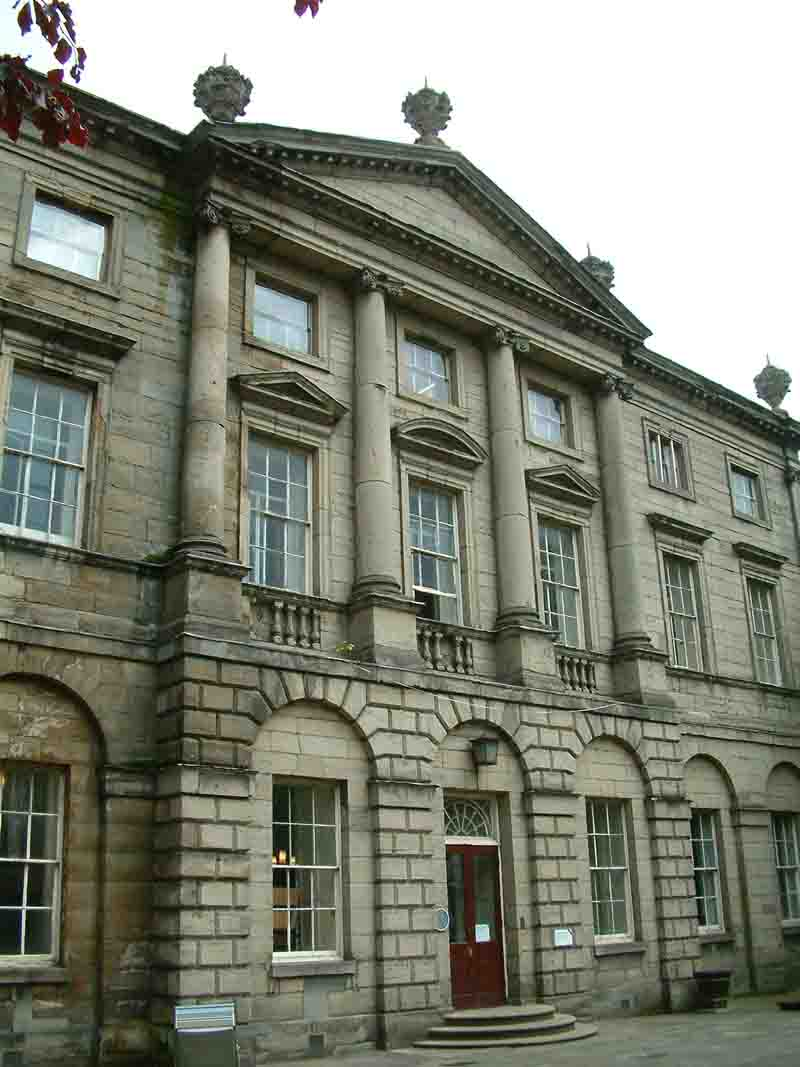
サン・ヘレンズ・ハウス
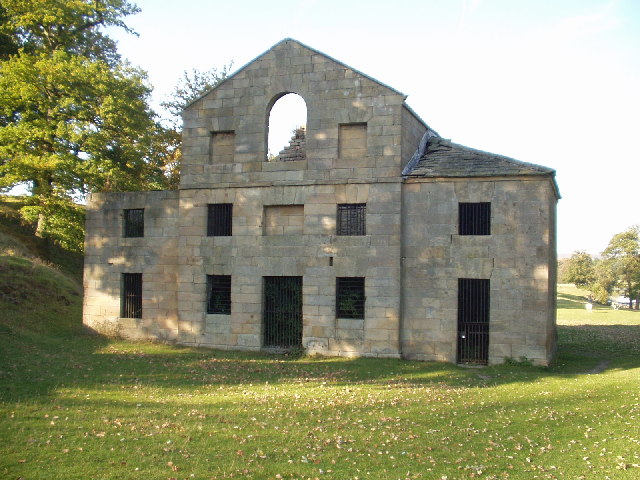
ミル（ダービーシャー、チャッツワース）
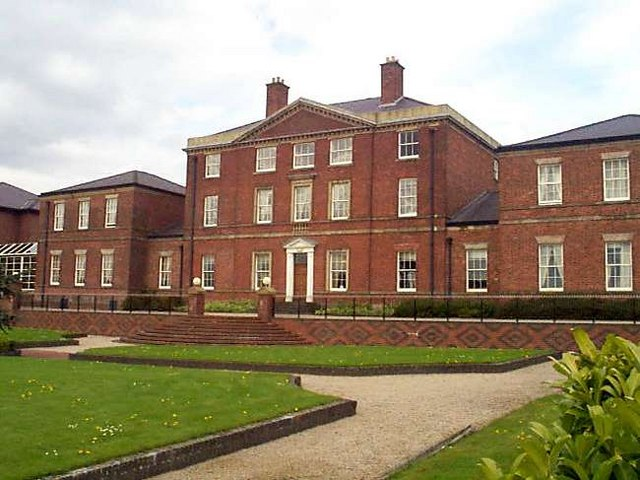
エトルリア・ホール
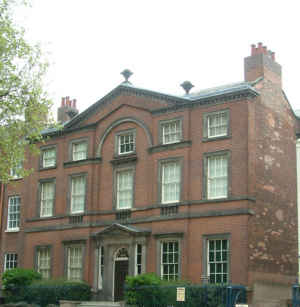
ピックフォード・ハウス（ダービー）